# Espurio Postumio Albo Regilense (tribuno consular 432 a. C.)
Espurio Postumio Albo Regilense  fue un político y militar romano del siglo V a. C. perteneciente a la gens Postumia.

## Familia
Postumio fue miembro de los Postumios Albinos, una rama familiar patricia de la gens Postumia. Fue hijo del consular Espurio Postumio Albo Regilense.

## Carrera pública
Siendo tribuno consular en el año 432 a. C., la epidemia del año anterior remitió y no hubo hambruna por la previsión de importar grano. Las tensiones sociales continuaron. Los tribunos de la plebe se lamentaban de que ningún plebeyo hubiese sido elegido todavía tribuno consular, por lo que presentaron una ley que establecía que ningún candidato podía exagerar la blancura de su toga al presentar la candidatura. Pretendían con ello eliminar la corrupción electoral; pero, aunque la ley salió adelante, el Senado ordenó que las siguientes elecciones fuesen para cónsules.
Al año siguiente estuvo entre los legados del dictador Aulo Postumio Tuberto. Encabezó una fuerza de ayuda cuando el campamento del cónsul Tito Quincio Cincinato Peno fue atacado por sorpresa, pero hubo de retirarse de la lucha cuando fue herido en la cabeza.